# Sitio 43 del cosmódromo de Plesetsk
El Sitio 43 del Cosmódromo de Plesetsk es un complejo de lanzamiento en el Cosmódromo de Plesetsk, Rusia. Consta de 2 plataformas, las 43/3 y 43/4 (también conocidas como SK-3 y SK-4), y ha sido utilizado por cohetes derivados del R-7 desde principios de la década de 1960. A partir de 2025, ambas plataformas siguen en uso para los cohetes Soyuz-2.1a y Soyuz-2.1b. Además, el Sitio 43/4 también alberga lanzamientos del vehículo de lanzamiento Soyuz-2.1v, de menor tamaño.
Originalmente construido para los misiles R-7A Semyorka, el complejo albergó su primer lanzamiento el 21 de diciembre de 1965, cuando se realizó un vuelo de prueba del R-7A desde el Sitio 43/3. El primer lanzamiento desde el Sitio 43/4 tuvo lugar el 25 de julio de 1967. Tras su desmantelamiento como base de misiles, el complejo se reconvirtió en una base de lanzamiento espaciales. El primer lanzamiento orbital tuvo lugar el 3 de diciembre de 1969, cuando un cohete Voskhod puso en órbita el satélite Kosmos 313.
Ambas plataformas sufrieron daños significativos debido a explosiones en la década de 1980. El primer incidente, el 18 de marzo de 1980, conocido como el desastre de la plataforma de lanzamiento de Plesetsk, ocurrió cuando un cohete Vostok-2M explotó durante las operaciones de repostaje en el Sitio 43/4, causando la muerte de 48 personas y heridas a docenas más. Los daños fueron tan graves que la plataforma permaneció inactiva hasta 1984. El 18 de junio de 1987, un cohete Soyuz-U explotó durante el despegue del Sitio 43/3.